# Forchhammeria sphaerocarpa
Forchhammeria sphaerocarpa là một loài thực vật có hoa trong họ Capparaceae. Loài này được Krug & Urb. mô tả khoa học đầu tiên năm 1899.